# Die Ausbildung
Die Ausbildung ist ein gesellschaftskritisches Sozialdrama aus dem Jahr 2011. Der Film ist das Regiedebüt von Dirk Lütter. Er kritisiert darin die Kälte, den Druck und die Austauschbarkeit in der deutschen Unternehmenswelt.

## Handlung
Der zwanzigjährige Jan ist in seinem letzten Lehrjahr im Call-Center einer großen Firma. Seine Abteilungsleiterin ist Susanne, die täglich aufgrund der Arbeitsbelastung und anstrengenden Privatlebens (sie hat einen geistig zurückgebliebenen Sohn) immer unkonzentrierter und erschöpfter wird. Ihr beider Vorgesetzter ist Tobias. Zwar duzen sich alle Mitarbeiter, doch wirkt der Umgang unter ihnen kalt und unpersönlich. Jan entflieht dem spröden Arbeitsalltag, indem er sich in seiner Freizeit mit Konsum, Zerstörungswut und der Autoraserei ablenkt. Eines Tages kommt die Zeitarbeitnehmerin Jenny in Jans Abteilung. Nachdem sie beide einige Zeit miteinander verbracht haben, verlieben sie sich und sind ein Paar. Allerdings wird Jenny nach einigen Monaten wieder in eine andere Ortschaft versetzt, so dass die Beziehung zu kriseln beginnt. Susanne hält dem Druck nicht mehr stand, weshalb sie von der Chefetage zur Kündigung gedrängt wird. Nach Ende seiner Ausbildungszeit wird Jan von Tobias ein Einjahresvertrag im weit entfernten München angeboten. 